# آمديزة
آمْدِيزة أو امديزه، قرية تاريخيَّة من نواحي مدينة بُخارى. من أعلامها، المُحدِّث أبو بشر بشار بن عبد الله الأمديزي البُخاري.

### فهرس المنشورات
1. ↑  الحموي (1977)، ج. 1، ص. 57.

### فهرس الوب
1. ↑  عبد الكريم السمعاني. الأنساب للسمعاني. ج. 1. ص. 346. مؤرشف من الأصل في 2024-08-16.

### معلومات المنشورات كاملة
الكتب مرتبة حسب تاريخ النشر
- ياقوت الحموي (1977)، معجم البلدان (ط. 1)، بيروت: دار صادر، OCLC:1014032934، QID:Q114913343